# Acroporium eburense
Acroporium eburense är en bladmossart som beskrevs av Maurice Bizot 1976. Acroporium eburense ingår i släktet Acroporium och familjen Sematophyllaceae. Inga underarter finns listade i Catalogue of Life.